# Істаравшанський хукумат
Істаравша́нська но́хія (тадж. Ноҳияи Истаравшан) — адміністративна одиниця другого порядку в складі Согдійського вілояту Таджикистану. Центр — місто Істаравшан, розташоване за 78 км від Худжанда.

## Географія
Нохія розташована в передгір'ях Туркестанського хребта. На сході межує з Ганчинською, на заході — з Зафарабадською, на півдні — з Шахрістанською нохіями Согдійського вілояту, на заході має кордон з Узбекистаном.

## Адміністративний поділ
Адміністративно нохія поділяється на 10 джамоатів та 1 місто (Істаравшан):
| Істаравшанська нохія (2002) |           |                     |
| Джамоат                     | Населення | Центр               |
| Фрунзенський джамоат        | 13689     | кишлак Ругунд       |
| Гулісурхський джамоат       | 25488     | кишлак Боботаго     |
| Джавкандацький джамоат      | 9883      | кишлак Джавкандак   |
| Калаїбаландський джамоат    | 9822      | кишлак Калаїбаланд  |
| Комуністичний джамоат       | 21309     | кишлак Маданіят     |
| Ленінабадський джамоат      | 11150     | кишлак Чорбог       |
| Ніджонійський джамоат       | 8120      | кишлак Ніджоні      |
| Нофародзький джамоат        | 7870      | кишлак Нофародж     |
| Пошкентський джамоат        | 18501     | кишлак Пошкент      |
| Правдинський джамоат        | 16344     | кишлак Калачаїкалон |

## Історія
Нохія утворена 11 травня 1936 року як Ура-Тюбинський район в складі Ленінабадської області Таджицької РСР. Після здобуття Таджикистаном незалежності називається Ура-Тюбинською нохією. 10 листопада 2000 року нохія дістала свою історичну назву — Істаравшанська нохія.